# WASP-18b

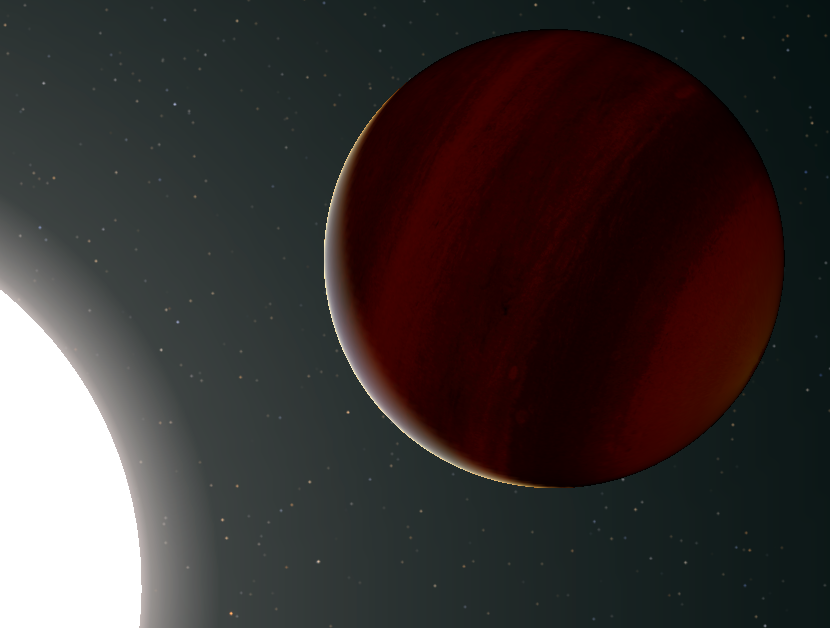
Система WASP-18 в програмі Celestia.

WASP-18b — екзопланета зірки WASP-18. Це один з найбільш масивних гарячих Юпітерів, відомих науці, а також один із найближчих об'єктів до своєї зірки.
Зірка WASP-18, розташована на відстані близько 330 світлових років від Землі, має масу, приблизно рівну масі Сонця. Газовий гігант WASP-18b більш ніж 10 разів масивніше Юпітера. Планета робить один оберт навколо батьківської зірки менше ніж за 23 години, що класифікує її як «гарячий Юпітер».
За оцінками вчених, планета WASP-18b проживе ще близько одного мільйона років, перш ніж буде зруйнована своєю батьківською зіркою (дані ресурсу Space.com.)